# Christian Kabasele
Christian Kabasele (* 24. února 1991, Lubumbashi, Zair) je belgický fotbalový obránce konžského původu, hráč klubu Watford FC. Účastník EURA 2016 ve Francii.
S týmem Ludogorec Razgrad vyhrál v sezóně 2011/12 bulharskou fotbalovou ligu i bulharský fotbalový pohár.

## Reprezentační kariéra
Christian Kabasele působil v mládežnických reprezentacích Belgie U18, U19, U20, U21.
Trenér Marc Wilmots jej nominoval na EURO 2016 ve Francii, kde byli Belgičané vyřazeni ve čtvrtfinále Walesem po porážce 1:3. Nenastoupil v žádném z pěti zápasů svého mužstva na šampionátu.